# Garudinistis variegata
Garudinistis variegata là một loài bướm đêm thuộc phân họ Arctiinae, họ Erebidae.